# Ircinia aruensis
Ircinia aruensis är en svampdjursart som först beskrevs av Jörn Hentschel 1912.  Ircinia aruensis ingår i släktet Ircinia och familjen Irciniidae. Inga underarter finns listade i Catalogue of Life.